# Copa Juan Mignaburu 1940
Copa Juan Mignaburu 1940 – mecz towarzyski o puchar Juana Mignaburu odbył się po raz czwarty w 1940 roku. W spotkaniu uczestniczyły zespoły: Argentyny i Urugwaju.

## Mecze
| 15 sierpnia Buenos Aires |  | Argentyna | 5 | - | 0 (1-0) | Urugwaj |

Triumfatorem turnieju Copa Juan Mignaburu 1940 został zespół Argentyny.